# Submarinos clase Dreadnought
La clase Dreadnought  es el reemplazo futuro de la clase Vanguard de submarinos de misiles balísticos de propulsión nuclear. Al igual que sus predecesores, llevarán misiles Trident II D5. Los submarinos Vanguard entraron en servicio en el Reino Unido en el decenio de 1990 con una vida útil prevista de 25 años. Su reemplazo es necesario si la Royal Navy ha de mantener una disuasión en el mar continua con el sistema nuclear Trident. 
Provisionalmente llamado "Successor" (siendo el sucesor de los SSBN de la clase Vanguard), se anunció oficialmente en 2016 que el primero de la clase se llamaría Dreadnought, y que la clase se llamaría Dreadnought. Los otros tres submarinos se llamarán Valiant, Warspite y King George VI.

## Antecedentes

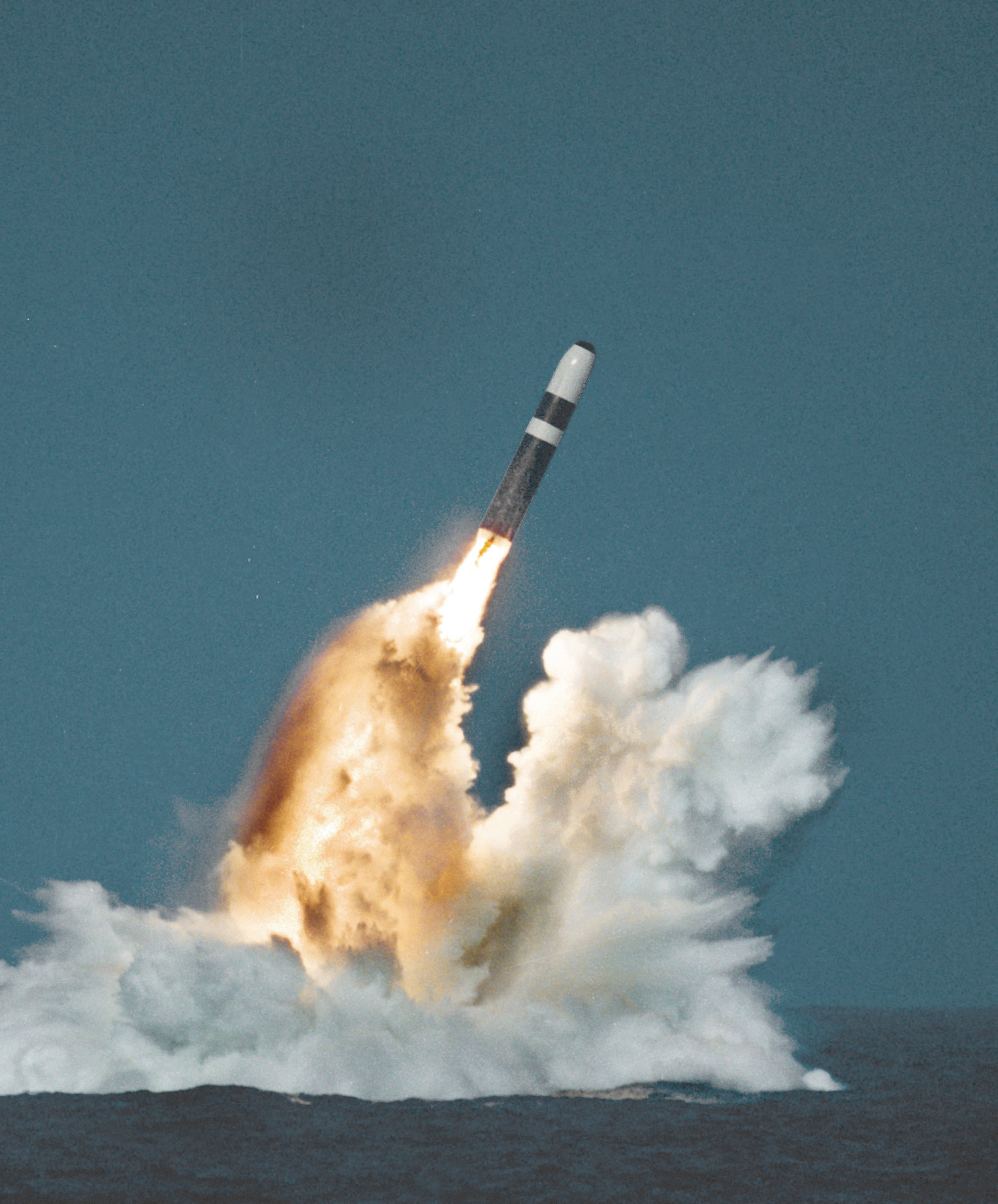
Un misil Trident se lanza desde un submarino.

Desde el retiro de la última bomba nuclear WE.177 de la Royal Air Force en 1998, el arsenal nuclear británico se ha basado íntegramente en submarinos nucleares. Su objetivo es disuadir a un enemigo potencial porque no puede garantizar la eliminación de todo el arsenal en un primer ataque si un submarino de misiles balísticos no se detecta.
Desde la Revisión de Defensa Estratégica (SDR), el Reino Unido ha mantenido una reserva de alrededor de 215 ojivas, con alrededor de 120 activas (utilizables). Bajo la política de disuasión continua en el mar, al menos un SSBN de clase Vanguard se mantiene en patrulla con hasta 16 misiles Trident que comparten hasta 48 ojivas de la reserva en un momento dado. El SDR consideró que este era el número mínimo de ojivas adecuado para la disuasión. Se conoce colectivamente como el sistema Trident.  La mayoría de este sistema tiene su sede en Escocia en HMNB Clyde (HMS Neptune), que incluye la base naval de submarinos Vanguard y en RNAD Coulport en Loch Long.
Se esperaba que el submarino más antiguo de la clase Vanguard permaneciera en servicio hasta 2019 sin reacondicionamiento. Desde 1998, el sistema también ha brindado al Gobierno la opción de una capacidad de ataque nuclear "subestratégico" de menor rendimiento. Según la Revisión de Seguridad y Defensa Estratégica de 2010 y la Revisión de Seguridad y Defensa Estratégica de 2015, el número total de ojivas para el submarino en patrulla será de 40 y el número total máximo de misiles balísticos será de 8.

## Decisión

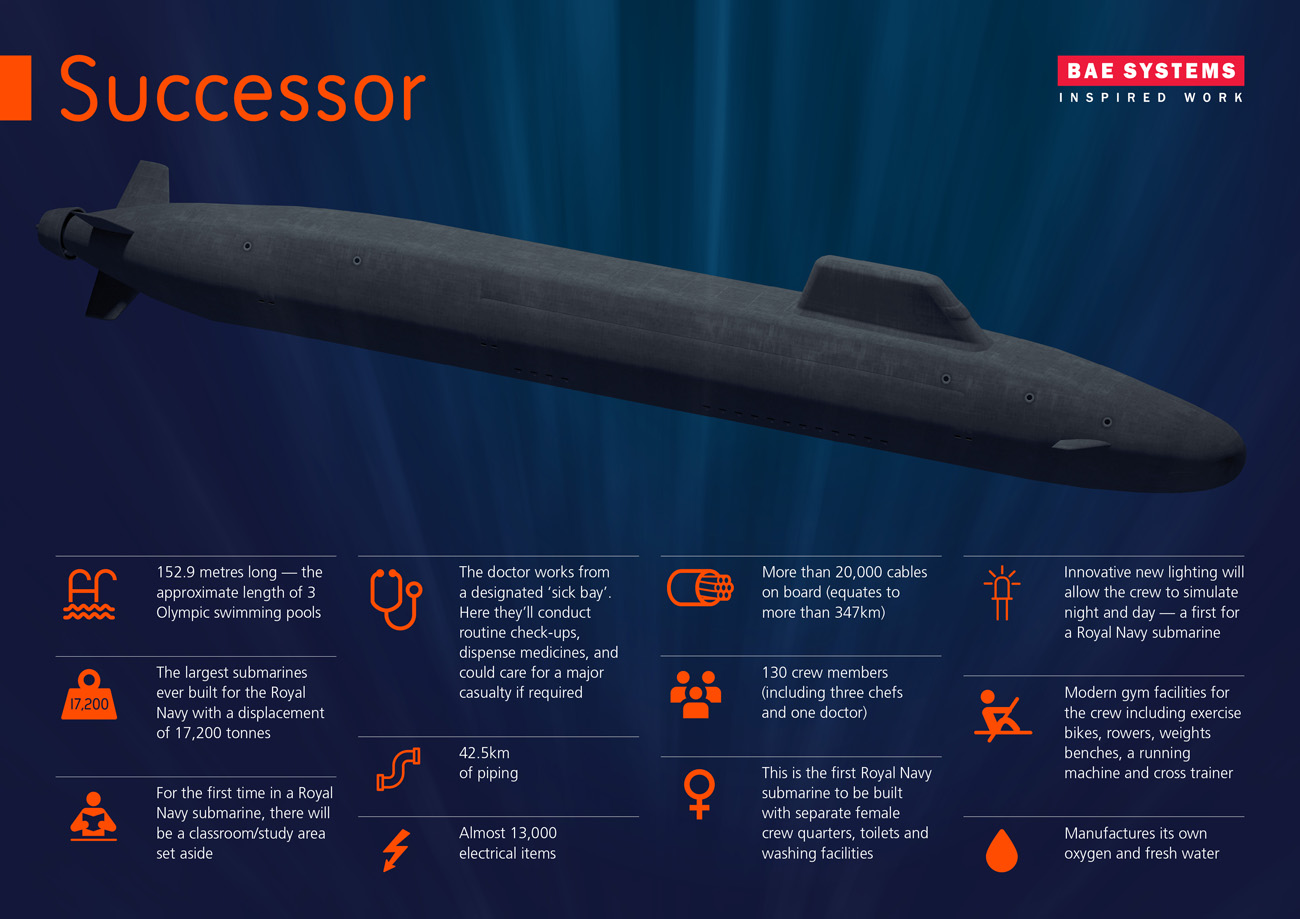
Infografía sobre el programa de submarinos Successor SSBN (en inglés).

En mayo de 2011, el gobierno aprobó la fase de evaluación inicial de los nuevos submarinos y autorizó la compra de artículos de largo plazo, incluido el acero para los cascos. En mayo de 2015, el Partido Conservador ganó las elecciones generales del Reino Unido con un manifiesto que incluía el compromiso de mantener un CASD con cuatro submarinos Sucesores. La decisión final de comprometerse con el programa Successor se aprobó el 18 de julio de 2016 cuando la Cámara de los Comunes votó a favor de renovar Trident por 472 votos contra 117. Successor generó controversia debido a su costo, y porque algunos partidos políticos y grupos de campaña como la Campaña para el Desarme Nuclear (CND) y Trident Ploughshares se opone a la retención de CASD o cualquier arma nuclear por parte del Reino Unido por motivos morales o financieros.

## Construcción
La construcción comenzó a finales de 2016 en el astillero Barrow-in-Furness operado por BAE Systems Submarines, cuando se esperaba provisionalmente que el primer submarino entrara en servicio en 2028. El inicio de la construcción de la segunda fase se anunció en mayo de 2018. A partir de 2018, el Ministerio de Defensa británico (MoD) espera que el primer submarino entre en servicio a principios de la década de 2030. Se espera que el costo total del programa sea de 31 mil millones de £.
Los submarinos tendrán una vida útil prevista de alrededor de 35 a 40 años, un aumento de alrededor del 50% con respecto a la clase anterior.
El Ministerio de Defensa dijo en diciembre de 2018 que la construcción del primer submarino estaba a tiempo y dentro del presupuesto. En abril de 2021, The Sunday Times informó que los retrasos en los submarinos de la clase Astute pueden afectar a la clase Dreadnought, que se construirá en el mismo muelle. Las preocupaciones relacionadas son un retraso de 19 meses en la ampliación de las instalaciones de Barrow y un retraso de cinco años en una fábrica de Rolls-Royce que construirá los reactores nucleares. Sin embargo, el Ministerio de Defensa comentó que "el programa Dreadnought sigue encaminado para cumplir con el cronograma, y se espera que el primero de su clase entre en servicio a principios de la década de 2030".

## Unidades
| Nombre             | Constructor                               | Corte de acero        | Lanzamiento       | Entrega | Estado          |
| ------------------ | ----------------------------------------- | --------------------- | ----------------- | ------- | --------------- |
| HMS Dreadnought    | BAE Systems Submarines, Barrow-in-Furness | 6 de octubre de 2016  | ~2030 (planeados) |         | En construcción |
| HMS Valiant        | BAE Systems Submarines, Barrow-in-Furness | Septiembre 2019       |                   |         | En construcción |
| HMS Warspite       | BAE Systems Submarines, Barrow-in-Furness | 10 de febrero de 2023 |                   |         | En construcción |
| HMS King George VI | BAE Systems Submarines, Barrow-in-Furness |                       |                   |         | Anunciado       |